# Diastylopsis goekei
Diastylopsis goekei är en kräftdjursart som beskrevs av Daniel Roccatagliata och Heard 1992. Diastylopsis goekei ingår i släktet Diastylopsis och familjen Diastylidae. Inga underarter finns listade i Catalogue of Life.